# CA-125
СA-125 (Углеводный антиген 125, муцин-16) — белок, используемый в качестве онкомаркера рака яичников и его метастазов. Кодируется геном MUC16. Относится к высокомолекулярным гликопротеинам с молекулярной массой от 200 до 1000 кДа. В норме белок СА-125 присутствует в здоровой ткани глаза, эндометрия, а также в жидкости матки, и не проникает в кровяное русло. Во время менструации уровень СА-125 в крови может повышаться, особенно при эндометриозе. В некоторых случаях обнаруживаются повышенные уровни СА-125 при нормальной беременности в первом триместре.
Референсные значения в лабораторной диагностике: < 35 МЕ/мл. Превышение уровня CA-125 выше 35 МЕ/мл является весомым аргументом в пользу злокачественной опухоли яичников.
Различные неопухолевые заболевания могут давать повышение СА-125: воспалительные изменения в брюшной полости, малом тазу, менструация, доброкачественные опухоли женской репродуктивной системы (кисты яичников). В большинстве таких случаев концентрация СА-125 в сыворотке крови не превышает 100 МЕ/мл.

## Причины повышения
Онкологические заболевания:
- Рак яичников (в 80% случаев)
- Рак матки, эндометрия, фаллопиевых труб
- Рак молочной железы
- Рак поджелудочной железы
- Рак прямой кишки
- Рак желудка
- Рак лёгких
- Рак печени

Кроме того, маркер СА-125 может повышаться при некоторых заболеваниях, не относящихся к онкологии:
- Кисты яичников
- Эндометриоз
- Аднексит, инфекции в гинекологии
- Перитонит, плеврит
- Хронический гепатит и цирроз печени
- Хронический панкреатит
- Аутоиммунные заболевания.

## Использование в диагностике рака
СА-125 используется в диагностике рака с несколькими целями:
1. мониторинг течения опухолевого процесса;
2. диагностика метастазирования рака яичников в доклинической стадии;
3. оценка эффективности проводимой терапии.

Диагностическая чувствительность СА-125 для рака яичников серозного типа варьирует от 42 % (I–II стадии) до практически 100 % (IV стадия).
Определение СА-125 с целью ранней диагностики рака яичников малоэффективно, так как при минимальном злокачественном поражении уровень СА-125 мало отличается от нормы или повышены не более чем у 50% больных с I стадией рака яичников. CA-125 часто остается в норме при муцинозных (32 %), эндометриоидных (30–60 %) и светлоклеточных (40 %) аденокарциномах. При II, III и IV стадиях может наблюдаться повышение CA-125 в несколько раз.
Изменение уровня СА-125 коррелирует с клиническим течением заболевания в 87–94% случаев. Это значит, что чем ниже уровень онкомаркера после операции, тем лучше прогноз. В то же время в первые две недели после операции уровень СА-125 может 
быть повышен по сравнению с предоперационным из-за значительного повреждения тканей, поэтому начинать определение СА-125 целесообразно через месяц после оперативного вмешательства.
В случае полной ремиссии опухоли, уровень СА-125, как правило, в пределах нормы, ближе к минимальным значениям. Рост показателя в период ремиссии от нуля до 35 Ед/мл (в пределах нормы) может расцениваться как доклинический признак рецидива и требует углубленного обследования. Если уровень СА-125 повышен постоянно, это чаще всего свидетельствует о плохом ответе на лечение и продолжении роста опухоли.

## Специфичность
Специфичность теста СА-125 низка (особенно у женщин старше 50 лет). 